# Junta das Confirmações Gerais
Junta das Confirmações Gerais ou simplesmente Junta das Confirmações foi uma organização estatal, instituída em 6 de Maio de 1769, tendo como incumbência a confirmação de doações e mercês de terras, jurisdições, dízimos, padroados de igrejas, alcaidarias-mores, reguengos, rendas e foros, direitos, privilégios, graças, liberdades, tenças e ofícios de Justiça e da Fazenda que tivessem sido concedidos anteriormente. Nessa mesma data foram nomeados o seu presidente e os seus dois deputados.
Do seu trabalho surge a Lei de 10 de Junho de 1770 que regulou a instituição de morgados, e a Lei de 23 de Novembro do mesmo ano que declarou a natureza pública dos oficiais de Justiça e Fazenda.
Pelo Decreto de 5 de Outubro de 1799 foram suspensas as confirmações.
Tendo sido recriada em 1 de Fevereiro de 1825, passando para ela tudo o que se achava a cargo da então extinta Junta de Reforma dos Forais.
Será extinta pouco depois pelo Decreto de 13 de Outubro de 1826, e todos os documentos e papéis que constituíam o seu cartório passaram para a Secretaria de Estado dos Negócios da Fazenda, da qual dependia o Arquivo Nacional da Torre do Tombo, onde já se encontravam.